# 山居雪灵芝
山居雪灵芝（学名：Arenaria edgeworthiana）为石竹科无心菜属的植物。分布在锡金、尼泊尔以及中国大陆的西藏等地，生长于海拔4,200米至5,050米的地区，常生于草甸草原、高山草甸或河滩，目前尚未由人工引种栽培。